# 斯科羅霍多韋 (普里盧基區)
50°51′38″N 33°7′1″E / 50.86056°N 33.11694°E
斯科羅霍多韋（烏克蘭語：Скороходове），是烏克蘭北部的村莊，隸屬切爾尼希夫州的普里盧基區。該村始建於1850年，面積0.71平方公里，海拔高度187米，2001年人口774人，人口密度每平方公里1,085.6人。